# Twin Valley
Twin Valley è una città degli Stati Uniti d'America, situata in Minnesota, nella contea di Norman.